# Gastrozona fasciata
Gastrozona fasciata es una especie de insecto del género Gastrozona de la familia Tephritidae del orden Diptera.

## Historia
Walker la describió científicamente por primera vez en el año 1856.